# Shell Mex House
Shell Mex House se trouve au numéro 80 de The Strand à Londres. Le bâtiment actuel a été construit en 1930-1931 sur l’emplacement du Cecil Hotel et se tient entre le quartier d’Adelphi et l’Hôtel Savoy. De style Art déco, il a été conçu par la société d’architecture d'Ernest Joseph, Francis Milton Cashmore étant responsable de l’essentiel de l’ouvrage.
Shell Mex House compte 49 900 m2 sur 12 étages (plus les sous-sols) pour une hauteur de 58 m. Il est immédiatement reconnaissable depuis la Tamise et le quartier de South Bank grâce au clocher à horloge qui se trouve sur sa face sud, flanqué de deux grandes figures dans les angles sud. L’horloge est une des plus grandes de Londres et fut un temps surnommée Big Benzene. Selon Nikolaus Pevsner, le bâtiment « est tout à fait dépourvu de subtilité, mais réussit à tenir sa place sur les berges de la Tamise. »
Pendant de nombreuses années le bâtiment fut le siège londonien de la Shell-Mex and BP Ltd pour laquelle il avait été construit originellement. Shell-Mex and BP Ltd était une coentreprise entre Shell et British Petroleum créée en 1932 lorsque les deux firmes choisir de fusionner leurs activités commerciales au Royaume-Uni.
Lorsque les deux marques se séparèrent en 1975, Shell Mex House devint le siège de Shell UK Ltd, filiale britannique de Shell. La réorientation de la direction de Shell dans les années 1990 amena la cession de l’immeuble et aujourd’hui la plupart des étages sont occupés par des sociétés dépendant de Pearson PLC, notamment Mergermarket, Penguin Books et Dorling Kindersley.
Durant la Seconde Guerre mondiale, le bâtiment abrita le Ministère des Approvisionnements (Ministry of Supply) chargé de la coordination de la fourniture des forces armées. Il abrita également le Bureau du pétrole chargé de la distribution et du rationnement des produits pétroliers. Il fut gravement endommagé par une bombe en 1940.
Le 1er juillet 1948, il fut restitué à Shell-Mex and BP Ltd, quelques étages restant néanmoins occupé par le Ministère de l’aviation (devenu plus tard la division de l’Aviation civile au Bureau du Commerce) jusqu’au milieu des années 1970.
Le 17 mai 2006, The Times rapporta que le bâtiment était en vente et que la famille indo-kényane Kandhari était favorite dans la bataille pour son rachat auprès de Vincent and Robert Tchenguiz. Ils auraient offert 530 millions de Livres mais restaient en concurrence avec d’autres groupes intéressés, notamment Menorah, l’assureur israélien, une société irlandaise, et plusieurs sociétés britanniques. Istithmar, l’agence d’investissement gouvernementale de Dubaï aurait proposé une offre évaluée à 520 millions de Livres en décembre 2006, avant de la retirer. Par la suite, la vente fut conclue en juillet 2007 avec un fonds géré par Westbrook Partners, qui a ensuite revendu ce bâtiment au milliardaire magnat de l'immobilier germano-suisse Henning Conle.